# Première conférence de La Haye
Pour les articles homonymes, voir Conférences de La Haye.
La première conférence de La Haye (également appelée Conférence internationale de la paix) est une conférence internationale organisée à La Haye en 1899 à l’initiative du tsar Nicolas II de Russie.

## Préparation
Le 14 août 1898, Mikhaïl Mouraviov, ministre des Affaires étrangères du tsar Nicolas II, adressa au pape Léon XIII une lettre pour lui faire part d'un projet de conférence internationale pour « mettre un terme aux armements incessants et rechercher les moyens de prévenir des calamités qui menacent le monde entier ». La Russie souhaitait y associer le Saint-Siège.
Le 15 septembre 1898, le Saint-Siège répondit par une lettre préparée, sous la responsabilité du cardinal Rampolla, secrétaire d'État, par Mgr della Chiesa, futur pape Benoît XV. La lettre, tout en saluant l'initiative russe, exposait quelques principes. Il s'agissait de fonder la paix sur le « droit public chrétien ». Le document déplorait que l'on ait voulu jusque-là « régler les rapports des nations par un droit nouveau, fondé sur l'intérêt utilitaire, sur la prédominance de la force, sur le succès des faits accomplis, sur d'autres théories, qui sont la négation des principes éternels et immuables de justice ». C'est « l'erreur capitale qui a conduit l'Europe à un état désastreux ». Le pape souhaitait « faire pénétrer dans les esprits des peuples l'idée chrétienne de justice et d'amour (...), rappeler les nations aux devoirs réciproques de fraternité (...), inculquer le respect des autorités établies par Dieu pour le bien des peuples (...), opposer au droit de la force la force du droit ».
Le 30 décembre 1898, Mouraviov envoya un second courrier au pape, dans lequel il proposait un programme en huit points qui serait soumis aux pays participants. Le cardinal Rampolla répondit que le Saint-Siège était favorable à la mise en place d'une instance internationale de médiation et d'arbitrage.
Cependant, le gouvernement italien envoya une note aux grandes puissances pour s'opposer à la participation du Saint-Siège à la conférence. Selon les dirigeants italiens, le Saint-Siège ne pouvait prétendre être représenté dans une conférence internationale réunissant des représentants d'États souverains, du fait que le pape n'était plus un souverain temporel. Lorsque la circulaire officielle d'invitation fut envoyée le 6 avril 1899, le Saint-Siège ne figurait pas parmi les puissances invitées. Léon XIII se félicita de la tenue de la conférence, mais manifesta son regret que l'Église n'ait pas été associée à cet effort de pacification : « Se promettre une prospérité véritable et durable par les purs moyens humains serait une vaine illusion. De même ce serait recul et ruine que tenter de soustraire la civilisation au souffle du christianisme qui lui donne sa vie et sa forme, et qui seul peut lui conserver la solidité de l'existence et la fécondité des résultats ».

## Sujets évoqués
Ouverte le 18 mai, cette conférence a fait considérablement avancer la cause du droit international humanitaire. Les promoteurs de la Conférence ont mis l’accent sur le désarmement et la prévention de la guerre, créant à cette occasion la Cour permanente d'arbitrage de La Haye. Les principaux sujets abordés concernent la limitation des armements et des budgets militaires, le restriction des armes les plus meurtrières par la mise en place de convention internationales, et le principe de l'arbitrage pour la gestion des affrontements entre nation afin de « prévenir les conflits armés ». 
Parmi les différents traités adoptés par la Conférence figure la Convention concernant les lois et coutumes de la guerre sur terre, avec la célèbre « clause de Martens ».
Une des mesures de la conférence fut de faire interdire l'usage des munitions à balle expansive (type balle dum-dum) ainsi que des baïonnettes à dents de scie. Elle interdit aussi les bombardements aériens pendant 5 ans.

## Participants
Après un peu plus de deux mois de travaux, le texte de l'acte final de la convention de la Haye est signé le 29 juillet 1899 par les représentants de vingt-sept États, dont vingt-et-un sont européens : Allemagne, Autriche-Hongrie, Belgique, Bulgarie, Danemark, Espagne, France, Grèce, Italie, Luxembourg, Monténégro, Norvège, Empire ottoman, Pays-Bas, Portugal, Roumanie, Royaume-Uni, Russie, Serbie, Suède, Suisse, et six non européens : Chine, États-Unis d'Amérique, Japon, Mexique, Perse, Siam.

## Place dans le droit international
Une seconde conférence internationale de la paix eut lieu également à la Haye en 1907.
Ces deux Conventions de la paix représentent aujourd'hui les règles de droit coutumier de première importance, même si entre-temps les Conventions de Genève de 1949 et leurs Protocoles additionnels de 1977 (Protocole I, Protocole II) les ont considérablement élargies.

## Notes et références

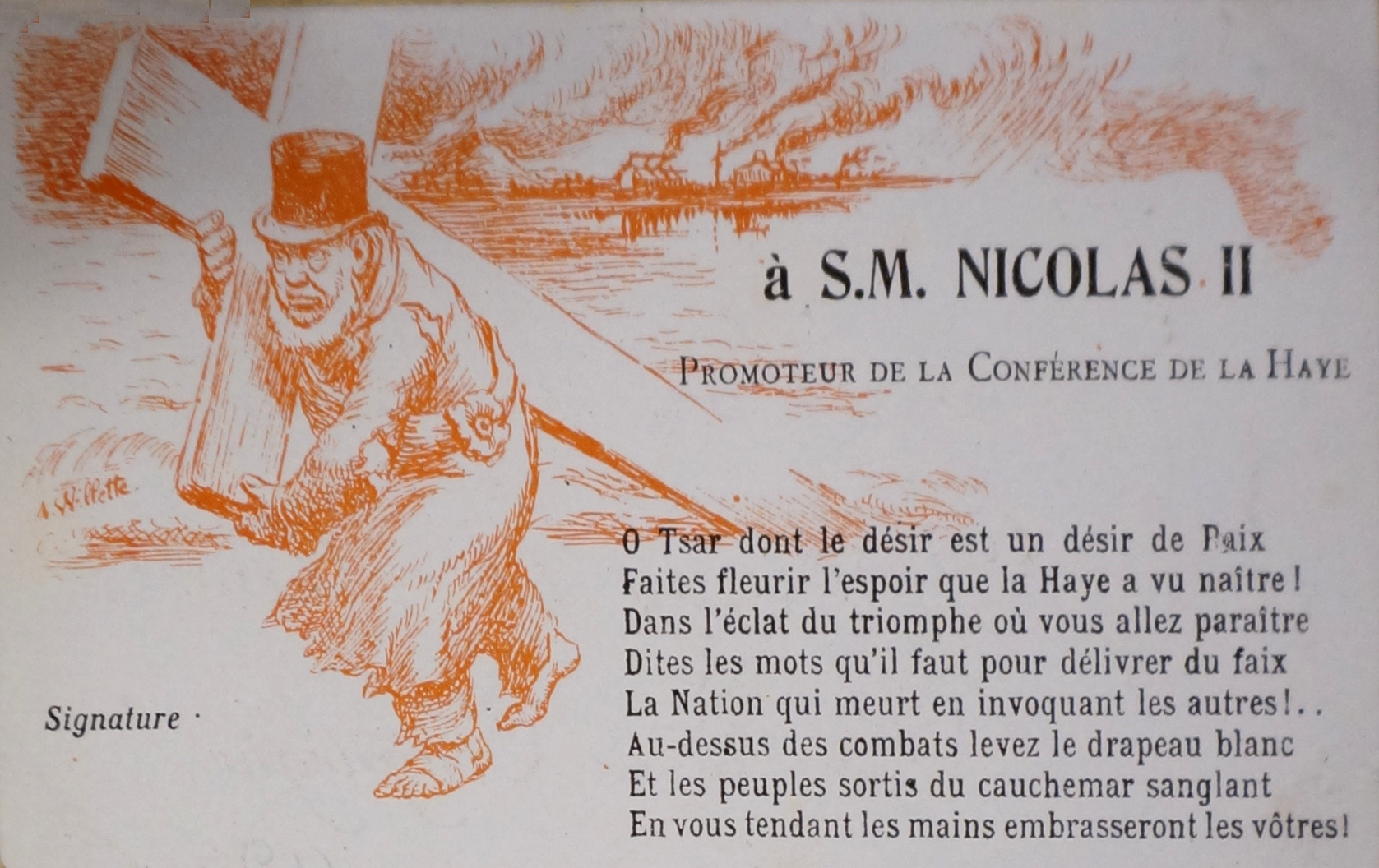
Carte postale éditée en 1901 lors d'un voyage de Nicolas II en France, invitant le « promoteur de la paix » et de la conférence de La Haye à ne pas oublier le cas des Boers, alors en pleine lutte contre les Britanniques. La carte représente le président boer Krüger.